# Wouter Bos
Pour les articles homonymes, voir Bos.
Wouter Jacob Bos, né le 14 juillet 1963 à Flardingue (Hollande-Méridionale), est un économiste et homme politique néerlandais, membre du Parti travailliste (PvdA).
Il dirige son parti de 2002 à 2010 et se présente en tête de liste aux élections législatives de 2006. À l'occasion de la constitution d'un gouvernement de grande coalition succédant à ces élections, il devient vice-Premier ministre et ministre des Finances dans le cabinet Balkenende IV.

## Biographie
Wouter Bos travaille à différents postes chez Royal Dutch Shell, puis rejoint le parlementaire et économiste Rick van der Ploeg et se porte candidat aux élections législatives de 1998 sous l'étiquette travailliste. Il fait campagne avec Willem Vermeend, lequel après les élections se retrouve secrétaire d'État (nl) aux Finances. Cette équipe est surnommée les Polderboys.

### Secrétaire d'État
À la suite d'un remaniement ministériel en 2000, Bos est nommé secrétaire d'État aux Finances dans le cabinet Kok II. Il participe alors avec le ministre libéral Gerrit Zalm aux réformes du système d'imposition.

### Chef de parti et ministre

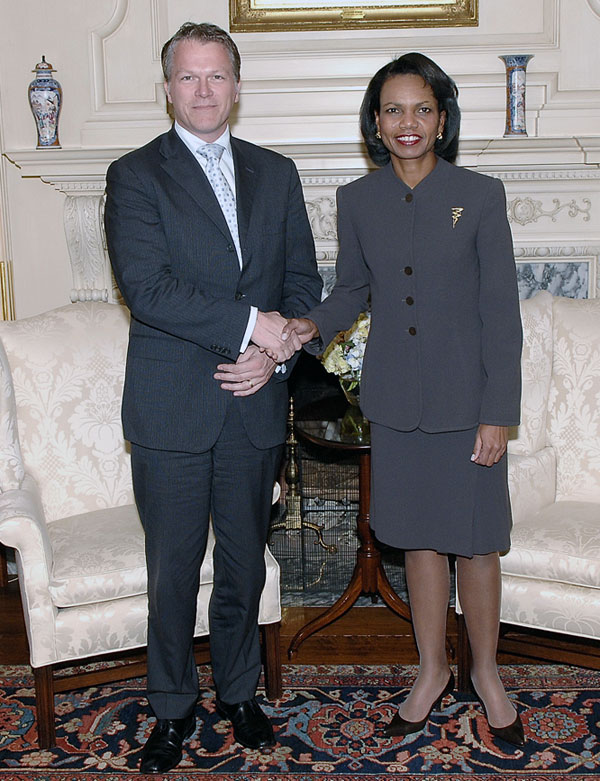
Wouter Bos et la secrétaire d'État américaine Condoleezza Rice.

Après les élections de juillet 2002, il retourne au Parlement comme spécialiste des Affaires économiques et de Santé. À la chute du premier cabinet Balkenende, le 16 octobre 2002, il est choisi par les adhérents du parti pour être tête de liste. Il prend ainsi la succession de Jeltje van Nieuwenhoven et Jouke de Vries à la tête du PvdA et comme chef de groupe à la seconde Chambre. Il est nommé vice-Premier ministre le 22 février 2007, dans le quatrième cabinet de Balkenende, son parti prenant part à la coaliton alors formée. Bos devient également ministre des Finances.

### Retrait de la vie politique
Le 12 mars 2010, il annonce son retrait de la tête du Parti travailliste, le PvdA, pour des raisons personnelles, ayant quitté le gouvernement peu avant. Il désigne Job Cohen, bourgmestre d'Amsterdam, comme son possible successeur à la tête du parti PvdA, qui aura pour tâche de mener la campagne aux élections législatives du 9 juin 2010. Le 25 avril, Cohen est élu chef du parti.